# Liste der Kulturdenkmäler in Lehmen
In der Liste der Kulturdenkmäler in Lehmen sind alle Kulturdenkmäler der rheinland-pfälzischen Ortsgemeinde Lehmen einschließlich des Ortsteils Moselsürsch aufgeführt. Grundlage ist die Denkmalliste des Landes Rheinland-Pfalz (Stand: 27. Oktober 2023).

## Einzeldenkmäler
| Bezeichnung                         | Lage                                                              | Baujahr                           | Beschreibung | Bild                                    |
| ----------------------------------- | ----------------------------------------------------------------- | --------------------------------- | --- | --------------------------------------- |
| Bildstock                           | Lehmen, Aarstraße                                                 | 19. Jahrhundert                   | Bildstock, Stelentyp, 19. Jahrhundert | Fotos hochladen                         |
| Bildstock                           | Lehmen, Aarstraße                                                 | 1650                              | Bildstock, Nischentyp, bezeichnet 1650 | Fotos hochladen                         |
| Friedhofskapelle und -kreuz         | Lehmen, Auf der Pat, auf dem Friedhof Lage                        | Mitte des 19. und 20. Jahrhundert | Friedhofskapelle, klassizierender Backsteinsaal, 20. Jahrhundert; Friedhofskreuz, wohl aus der Mitte des 19. Jahrhunderts; Grabmal Weckbecker, Fiale mit Skulptur, um 1849 | weitere Bilder Fotos hochladen          |
| Türsturz                            | Lehmen, Bachstraße, an Nr. 7 Lage                                 | 1611                              | Türsturz, eventuell von 1611 | Fotos hochladen                         |
| Villa                               | Lehmen, Bergstraße 18 Lage                                        | 1867                              | spätklassizistische Bruchstein-Villa in der Nachfolge Schinkels und der Potsdamer Villen, bezeichnet 1867; Gesamtanlage mit Garten                                         | weitere Bilder Fotos hochladen          |
| Burg Lehmen                         | Lehmen, Bergstraße 22 Lage                                        | 18. Jahrhundert                   | auch Haus Weckbecker; dreigeschossiger L-förmiger Putzbau, 18. Jahrhundert, Umbau bezeichnet 1844, Belvedereturm; Gesamtanlage                                             | Fotos hochladen                         |
| Katholische Pfarrkirche St. Stephan | Lehmen, Hauptstraße Lage                                          | 1762                              | barocker Saalbau, bezeichnet 1762, Westjoch, Chor und Dachreiter von 1819, Erweiterungsbau 1931, Architekt Bendermann, Wittlich; bauliche Gesamtanlage mit Pfarrhaus       | BW                                      |
| Wohnhaus                            | Lehmen, Hauptstraße 18 Lage                                       | Mitte des 19. Jahrhunderts        | ehemaliges Pfarrhaus; Putzbau, Mitte des 19. Jahrhunderts | BW                                      |
| Wegekreuz                           | Lehmen, Hauptstraße, bei Nr. 18 Lage                              | 18. Jahrhundert                   | Wegekreuz, Nischentyp, wohl aus dem 18. Jahrhundert | Fotos hochladen                         |
| Wohnhaus                            | Lehmen, Hauptstraße 50 Lage                                       |                                   | Fachwerkhaus, teilweise massiv, im Kern spätmittelalterlich, Fachwerk aus dem 19. Jahrhundert                                                                              | Fotos hochladen                         |
| Wegekreuz                           | Lehmen, St. Castorplatz Lage                                      | 1653                              | Wegekreuz, bezeichnet 1653 | Fotos hochladen                         |
| Kirchturm                           | Lehmen, St. Castorplatz Lage                                      | 12. oder 13. Jahrhundert          | fünfgeschossiger romanischer Kirchturm, 12. oder 13. Jahrhundert; Grabkreuz, 1814                                                                                          | Fotos hochladen                         |
| Wegekreuz                           | Lehmen, südlich des Ortes an der B 416 in Höhe der Staustufe Lage | 17. oder 18. Jahrhundert          | Wegekreuz, 17. oder 18. Jahrhundert | weitere Bilder Fotos hochladen          |
| Kapelle                             | Lehmerhöfe, Obere Lehmerhöfe, bei Nr. 7 Lage                      | um 1900                           | Kapelle; neugotischer Backsteinbau, um 1900; Wegekreuz, 18. Jahrhundert, älterer Korpus                                                                                    | BW                                      |
| Wegweiser                           | Lehmerhöfe, nördlich des Ortes an der L 82 Lage                   | Mitte des 19. Jahrhunderts        | Wegweiserstein; kleiner Obelisk, Mitte des 19. Jahrhunderts | weitere Bilder Fotos hochladen          |
| Wegekreuz                           | Lehmerhöfe, nördlich des Ortes an der L 82 Lage                   | 1706                              | Wegekreuz, bezeichnet 1706 | weitere Bilder Fotos hochladen          |
| Bildstock                           | Lehmerhöfe, südwestlich des Ortes an der L 82 Lage                | 1759                              | Bildstock; Stelentyp, Nischenrelief, bezeichnet 1759 | weitere Bilder Fotos hochladen          |
| Wegweiser                           | Lehmerhöfe, südwestlich des Ortes an der L 82 Lage                | Mitte des 19. Jahrhunderts        | Wegweiserstein; kleiner Obelisk, Mitte des 19. Jahrhunderts | weitere Bilder Fotos hochladen          |
| Kapelle St. Aegidius                | Moselsürsch, Kirchstraße 4 Lage                                   | 1774                              | barocker Saalbau, bezeichnet 1774; Gesamtanlage von Kirche und Friedhof | Fotos hochladen                         |
| Kriegerdenkmal                      | Moselsürsch, Kirchstraße, bei Nr. 4 Lage                          | um 1920                           | reliefertes Kriegerdenkmal; zwei Wegekreuze, bezeichnet 1715 | Fotos hochladen                         |
| Hofanlage                           | Moselsürsch, Koblenzer Straße 5 Lage                              | Anfang des 19. Jahrhunderts       | Hofreite, Anfang des 19. Jahrhunderts; Krüppelwalmdachbau, zwei Fachwerkscheunen, teilweise massiv; bauliche Gesamtanlage                                                  | BW                                      |
| Wegekreuz                           | Moselsürsch, Koblenzer Straße, Ecke Auf den Gärten Lage           | 18. Jahrhundert                   | Wegekreuz, 18. Jahrhundert | Fotos hochladen                         |
| Wegekreuz                           | Moselsürsch, Moselstraße, Ecke Heupfad Lage                       | 1751                              | Wegekreuz, bezeichnet 1751 | BW                                      |
| Bildstock                           | Moselsürsch, am westlichen Ortseingang Lage                       |                                   | Bildstock, Schöpflöffelform | BW                                      |
| Grabkreuz                           | Moselsürsch, nördlich des Ortes an der L 82                       | 1717                              | Grabkreuz, bezeichnet 1717 | Direkt Bild zu diesem Denkmal hochladen |
| Wegekreuz                           | Moselsürsch, westlich des Ortes Lage                              | 1702                              | Wegekreuz, Nischentyp, bezeichnet 1702 | BW                                      |
| Wegekapelle                         | Moselsürsch, westlich des Ortes an der K 42 Lage                  | 20. Jahrhundert                   | Wegekapelle, Schieferbruchsteinbau, 20. Jahrhundert | Fotos hochladen                         |